# Андуїн
Андуїн Великий (синд. Anduin — «Довга річка»; від an, and — «довгий», duin — «річка») — у легендаріумі Дж. Р. Р. Толкіна найдовша і найбільша річка Середзем'я, що тече з півночі на південь крізь Дикі Землі, по західній межі Рогану та крізь Гондор, і впадає в затоку Белфалас Великого моря (Белегаер).
Також мала назви Велика Річка і Лангфлуд (староангл. Langflood — «довга річка») — так називали річку еотеод, предки рогіримів.
У «Атласі Середзем'я» Карен Вінн Фонстад довжина Андуїну оцінюється у 1388 миль (2233 км).

## Витоки
Велика Річка утворювається внаслідок злиття двох річок: Ленгсвелл, що витікає з Імлистих гір, та Грейлін, що починається у Сірих горах.

## Притоки річки
Основними притоками Андуїну є річки Нисхідна, Ірисна, Лімлайт (Світлима), Срібна, або Келебрант (Золота Ворожея), Ентова купіль, або Ентава, що починаються в Імлистих горах; Еруї та Келос — у Білих горах; зі сходу в річку впадають Моргулдуїн та Порос, що витікають з Похмурих гір біля кордону Мордору.

## Острови Андуїну
Каррок — невеличкий острівець-скеля, розташований у верхній течії Річки в Диких Землях (Рованіон). Зі східного берега до Каррока веде брід з Кам'янистих сходів. Приблизно за 25 миль на південь від Каррока проходив Старий Лісовий Шлях, що з'єднав Морок-ліс та Високий Перевал. Дорога перетинає Андуїн біля Старого Броду. Наприкінці Другої Епохи тут був міст, по якому на південь пройшли армії Останнього Союзу, але наприкінці Третьої Епохи мосту вже не існувало.
Тол-Брандір — великий острів у середній частині річки, на півдні заплавного озера Нен Хітоель, розташованого серед невисоких гір Емін-Мьюл. На береги острова ніколи не ступали ні людина, ні звір, лише гніздилися птахи.
Каїр-Андрос — острів, розташований у нижній частині Річки, біля краю Анорієн у королівстві Гондор. На острові було збудовано місто-фортецю — найважливіший пункт оборони на півночі Гондору від військ Мордора та східнян.

## Мілини, пороги та водоспади
У середній течії, оминаючи роганський край Волд, Андуїн робить два великих згини, що називаються Північними та Південними Мілинами. У цьому місці річка робить багато широких мілководь, що можна перейти вбрід.
Нижче по течії розташовані пороги Сарн Гебір — смуга кам'яних піків та скель приблизно в милю довжиною. Сарн Гебір — небезпечне і практично непрохідне місце для човнів. У центрі знаходиться вузький і швидкий потік, у якому досвідчені човнярі можуть випробувати свою долю. Дві великі статуї, що мають назву Аргонат, побудовані по обох берегах річки. Ці статуї позначають північний кордон Гондору. За Аргонатом високі береги формують вузьку протоку.
Нижче Тол-Брандіра річка спадає вниз водоспадами Рауроса на болотисту низовину Ніндальф, або Мокрінь. За островом Тол-Брандір на правому березі були розташовані Північні Сходи, по яких йшов волок човнів в обхід Рауроса.

## Низовини та озеро Нен Хітоель
Оболонь, або Ірисна Низовина, — низовина, розташована у верхній течії річки, в гирлі річки Ірисної.
Озеро Нен Хітоель — заплавне озеро в середній течії Андуїну, в горах Емін-Мьюл. У південній частині озера був розташований острів Тол-Брандір.
Ніндальф, або Мокрінь, — болотиста низовинна місцевість, розташована напроти широкої заболоченої дельти річки Ентава, або Ентова Купіль. Тут Андуїн розбивається на численні протоки, більшість з яких є судноплавними.

## Міста на Андуїні
Каїр-Андрос — фортеця на однойменному острові, збудована для оборони Мінас-Тіріту з півночі у 2901 р. Т. Е., після втрати Ітілієну.
Осгіліат — столиця Гондору до 1640 р. Т. Е. Розташований на обох берегах річки і з'єднаний двома кам'яними мостами з Вежами та кам'яними будинками на них. Після Великої Моровиці 1636 р. місто було покинуте і повільно руйнувалося. У 2475 р. Т. Е. внаслідок нападу мордорських уруків місто та його мости були повністю зруйновані.
Гарлонд — річкова пристань та корабельні доки Мінас-Тіріту. Збудована на невеликій території між річкою та південною частиною стіни Рамас-Ехор.
Пеларгір — місто, розташоване за 126 миль від Мінас-Тіріту. Портове місто, до якого прибувають кораблі з півдня.

## Етір, або Гирла Андуїну
Нижче Пеларгіра річка повертає на Захід, розбиваючись на протоки, що впадають у затоку Белфалас. Місце це мало назву Етір, або Гирла Андуїну. Біля Етіра був розташований острів Тол-Фалас. В Етірі жили рибалки, що добре знали море.

## Народи Долин Андуїну та основні історичні події, що відбулися біля річки
У 2 році Третьої Епохи в Оболоні загинув Ісілдур, а Єдиний Перстень був загублений у водах річки.
У 1856 р. в Долинах Андуїну між річкою Ірисна та Карроком оселились біженці з Північного та Східного Рованіону, що був захоплений кочовими племенами візників. У 1977 р. вони відійшли в межиріччя Ленгсвелл та Грейлін, де заснували королівство Еотеод зі столицею в місті Фрамбург.
На лівому березі біля Карроку оселились беорнінги, що отримали своє ім'я від свого вождя, перевертня Беорна.
Також біля Ірисної низовини жили племена гобітів хватів. У 1050 р. Т. Е. через тінь Морок-лісу вони були змушені тікати через Імлисті гори в Еріадор. Частина хватів повернулась у Долину Андуїну близько 1356 р., але згодом зовсім зникла. Саме до них належали Деагорл, що у 2463 р. знайшов Перстень Всевладдя, та його друг Смеагорл, котрий убив Деагорла і заволодів перснем.
У 2510 р. племена кочовиків балхотів переправилися на плотах через Андуїн і вдерлись у Каленардон, створивши з півночі загрозу Гондору, однак були розгромлені еотеодами на чолі з Еорлом Юним, котрим було віддано Каленардон, що став королівством Роган.
З 2901 р. після захоплення Ітілієну Андуїн став оборонним рубежем між Рогану та Гондору від полчищ Мордору. У червні 3018 р. сини намісника Денетора ІІ Боромир та Фарамир обороняли переправи через Осгіліат. 20 червня назгули таємно переправились через Андуїн і почали Полювання на Перстень.
16 лютого 3019 р. Братство Персня випливло з Лоріену і, допливши до Сарн Гебіра, скористалось волоком для переведення човнів.
Хранителі Персня пропливли до Нен Хітоель і 25 лютого зупинились на західному березі поблизу Амон Хен. 26 лютого Братство розпалося, а Боромира було вбито урук-хаями. 29 лютого Фарамир побачив тіло брата у човні.
10 березня війська Мордору захопили Каїр-Андрос і перетнули річку північніше Мінас-Тіріту. Інше військо перетнуло Андуїн біля Осгіліата 12 березня. Почалась облога Мінас-Тіріту.
Наступного дня Арагорн привів Мертвих до Пеларгіра і розбив корсарів. Він зібрав людей на кораблях корсарів, попливши уверх по Андуїну до Мінас-Тіріту. Арагорн прибув до околиць міста у час битви на Пеленнорських Полях 15 березня.